# Socjofizyka
Socjofizyka – nauka bazująca na symulacjach komputerowych, pokrewna ekonofizyce, opisująca zjawiska społeczne.
Pierwsza międzynarodowa konferencja naukowa poświęcona wyłącznie socjofizyce została zorganizowana przez F. Schweitzera i K.G. Treutscha w czerwcu 2002 roku w Bielefeld. Dietrich Stauffer w retrospektywnej pracy podsumowującej wyniki tej konferencji szczególny nacisk kładzie na proste modele socjofizyczne "dające się zapisać na jednej kartce papieru".
Stauffer wyróżnia dwa modele spełniające powyższe kryterium – model Bonabeau i model Sznajdów
. Model Bonabeau dotyczy problemu tworzenia się hierarchii społecznych, a model Sznajdow uzyskiwania konsensusu na drodze wymiany opinii pomiędzy członkami danej społeczności. Bazuje on na modelu Isinga i jest jak dotąd najbardziej eksploatowanym modelem socjofizyki.